# 日向夏美
日向 夏美（ひなた なつみ）は、吉崎観音作の漫画『ケロロ軍曹』およびその関連作品に登場する架空の人物。

## 人物
同作のヒロインであり、主人公・ケロロの居候する住宅地「日向家」の長女。作中においてはケロロ小隊の最大の敵とされている人物である。
吉祥学園中等部所属。学年については、原作第1話地点では2年生、途中で3年生へと進級していたが、第153話で中学2年生に戻された。アニメでは初回から中学2年生設定である。現在は同校の2年A組所属。
一人称は「私」。好きな色は水色。
パートナーはギロロ伍長。

### 外見・体格
身長は158cm、体重は48kg。スリーサイズはB80・W56・H80。髪の色はピンク。
髪型は常にツインテールにしており、その長さは初期の物と現在の描写でかなり違う。初期は先端がほぼ纏まっていたが物語が進むにつれて少しずつ変化していき、現在では毛先が3つに分かれていて長さも大分短くなっている。クルルによって大人になった時は髪の毛が腰ぐらいにまで伸び、髪型もこめかみの辺りの一部しかツインテールにしておらずツーサイドアップになっていた。瞳の色は茶色で、父親似らしい。アニメでは2ndシーズンになってから髪が短くなっている。
母親・秋のグレートなプロポーションを受け継いだためか、セクシーボディの持ち主としても有名である（山裏帝明談）。原作1巻で夏美は自分の胸を見て「また育ったかな?」と言っていたことから、日々そのスタイルは成長を続けている模様。実際にクルルの「オトナノカイダンノボル銃」で大人に変身させられた時、そのプロポーションは秋と肩を並べ、周りが注目するほどである。しかし彼女は胸が大きいことで運動しにくくなると言っており、逆にコンプレックスになっている模様。
アニメ版では子供向け作品ということで、小学校高学年の女子はセクシャルなものに少し嫌悪感を示す傾向にあるという理由から、総監督（後に監修）の佐藤順一の要望により、プロポーションは原作と比べ平均的な体格に抑えられている。

### 知力・体力
成績優秀でスポーツ万能の文武両道を兼ね備えた肉体派。
学校内では「吉中の護衛神（きっちゅうのガーディアン）」の異称を持っており、その噂は他校にも知られているほどの有名人という立ち位置にいる。運動部を中心に臨時の助っ人を頼まれるなど勧誘が絶えないが、多忙な母・秋の代わりに家事をしなければならないので部活動やサークルには所属していない。ただし本人は思い切り部活がしたいと発言していることから、夏美自身は新しいスポーツにも積極的に挑戦したいと思っているような節がある。
学力については冬樹よりも優秀であるようで、期末試験の結果に「夏美のサンザン」が「冬樹のヒャッホー」と同等という受け取り方をしていたり、成績が良かったためにお小遣いを15%ほどアップしてもらったエピソードもある。その一方で学業以外の知識は乏しく、ハロウィーンの起源などは冬樹よりは詳しくない。
作品内ではその戦闘能力がキャラクタートップであるという設定が作中でもいくつか描かれることがあり、敵認識をするケロン軍がガルル小隊との戦闘の映像を見て夏美の戦闘能力に怯えを隠せずにいたり、この影響により地球侵略の仕事を当面の間ケロロ小隊に押し付ける形でまかせっきりにしていたりと"最強人物"として認識されている。作中の架空番組『出没!アド星ック天国』では「地球最強の生物」とも紹介され、地球の観光スポットの第3位に選ばれている。
なお、ケロロは彼女のキックを受けると「105Gの力がかかる」と説明をしており、上記の『出没!アド星ック天国』でも「夏美の破壊力は105G」と紹介された。

### 性格
明るく活動的であるが、短気で怒りっぽくプライドが高い。小学生の頃から冬樹のピンチ救済を方便として喧嘩に明け暮れては周囲の生徒たちに「女ジャイアン」・「デビル・サマー」と呼ばれて恐れられていた時期があったなど、この性格は小学生時代から変わっていない模様。
好戦的な一面を持つが、小さい頃は非常に泣き虫な性格で、「ジンセイガニドアレバ銃」で幼少時代にされた際には、その姿を見たケロロが「このままでいてほしい」と漏らしたほどであり、冬樹とのトランプ勝負でいつも負けていたことに腹を立てて暴力をふるうなど、幼少の頃から負けず嫌いだった一面もある。
その一方で寂しがり屋な面もあり、普段厳しい態度で接する冬樹やケロロなどにはその一面を隠し、陰では秋に甘えるママっ子な一面も持つ。
また非常に怖がりな面もあり、小学生時代に同級生の友達から怪談話を聞かされて以降、オカルトが嫌いになったという過去がある。そのために心霊体験をいくつか実際に経験しているものの頑なにオカルトを否定する。しかし星座占いや心霊写真は信じている。このようにオカルトについては冬樹と逆で否定派なのだが、自身はかなりの霊感体質であり、アニメでも幽霊ちゃんが本筋に絡んでくるたびに倦怠感（霊障）に襲われたり、肩が重たくなるなどその影響が現れている。
また舞台に上がれば緊張するほどの重度のあがり症で、演劇部の助っ人として『ピーター・パン』の演目を学校行事の発表会にて参加した際には、ケロロやすもものお芝居の特訓で克服したと思いきや、本番で客席にいたサブロー（623）を目にし場の空気を凍られてしまったため、ケロロから「キミは今まで何を勉強してきたの！」と叱られるという失態も冒している。

### 地球防衛線
上述のようにケロン軍からは「地球軍最終防衛ライン・コードネーム723（ナツミ）」と認識され、武力闘争の面で地球の平和を担っている。
ケロロたちと共に生活しているが、一応はケロロ小隊含めた宇宙人を「侵略者」ということで常に警戒している（後述）。この思想はケロロ小隊にとっても侵略の邪魔となる弊害とされ、地球侵略が進められる際には、その第一歩としてまず「夏美を撃退（あるいは味方に付ける）する」というのを目的に考えられている。そのためこの弊害はケロロ小隊以外の人物でも当てはまることがたまにある。
また弟の冬樹が交渉・駆け引きを通じた穏便な対応をとる場合が多いのに対し、夏美は基本的に武力による強硬な対応を取ることが多く、ケロロの部屋に「コラ、ボケガエル!!」と叫んで殴り込みをかける光景は、作中でもおなじみといえるだろう。そのため彼女は総じて力押しに頼る傾向が強い。
このように、夏美の存在がケロロ小隊侵略活動に対する抑止力として働いているのだが、その強さを補っているのは、力押しだけでは対処しきれない相手に対してその性質を見抜いて交渉・駆け引き・弱点をついて対処する弟の冬樹である。つまり逆に言えば冬樹のような頭脳派の存在も大きく、それに通ずる司令塔にあたる指示役がいなくなってしまうとあっけなく撃破される可能性も低くはない、という脆さもある。実際夏美は「宇宙人の扱いはもう慣れた」と自信に満ちた発言をしたこともあるが、これはケロロたちと慣れ親しんでいるからこその発言（つまり過信）と言え、ケロロ小隊が本当の力を発揮したり、ケロロ小隊以外の宇宙人による本格的な攻撃を受けた場合は負けてしまう可能性も十分にあり得るのである。

### 人間関係
前述の通り成績優秀・スポーツ万能であるため、学校内では後輩たちの憧れの的になっているほど非常に人気らしく、専用のファンクラブも存在しているほどである。また、バレンタインデーになると数多の後輩女子たちがチョコレートを渡したがって夏美のもとへ直接行こうとする。
アニメではそんな彼女に対抗意識を持つ生徒も何人か登場しており、芋碁理恵やモグ子もそのうちの1人である。
プライベートでは、学校のクラスメートの師走五月・霜月やよいや小雪と仲が良く、一緒に行動することが多い。

#### 侵略者との関係
ケロロ小隊に対しては、常日頃から疑いの目を向けており、特にケロロに対しては攻撃的気質を見せることが多く、初期においてはたとえ自分に非があってもケロロが関係していれば彼のせいにしたり、理由もなくケロロに制裁を加えたり、理不尽にキレて機嫌が悪くなるとなんでも禁止してしまったりするなど、非常に自分勝手で攻撃的気質が強い面が見られ、磔刑や火あぶりなどケロロたちへのお仕置きは度を越えることがある。しかし連載が進むにつれ、冬樹と同じくらいに心配をするエピソードもあったり、拳骨程度で済ませることもあったりするなど、彼が家族の一員として認められてきている描写もいくつかある。また彼がガルル中尉に記憶を抹消されかけた時も「アイツなりに頑張っていたのに、記憶まで役目まで奪うなんてひどすぎる」と涙ながらに訴えるなど、家族の一員として明確に見ていると思われる発言も見られる。また、この前述のアニメ版では大尉になったケロロに物凄い剣幕で活を入れるように泣きながらビンタを食らわしている。
ケロロが家出した時や、買ったばかりの不良品のバイクで山奥まで行って帰られなくなった時には、心配していないようでいて本当は心配で仕方がない表情を見せており、ケロロを山奥で見つけた際にはほっとした表情を見せていた。また、話が進むにつれ彼を心配していることが露骨に表れている表現もある。
一見ケンカばかりしているように見えるが、何だかんだでケロロたちとの仲は悪くなく、ケロロと和やかにしている様子が原作・アニメ両方でよく見られる。アニメ第195話Bパートでは旅館内での卓球勝負でケロロと好勝負を繰り広げ、日向家に帰宅した後は冬樹に「卓球の決着はつけないのか」と聞かれた際に、「もういい」「あれは温泉でやるから意味がある」とケロロと意気投合し「ねー!」と声を合わせていた。原作第126話でぬいぐるみの愛らしさを侵略に利用しようとして、クルルの「N（ぬいぐるみ）・コーティング」を受けぬいぐるみの姿になったケロロを、「抱き心地いい」「キモカワイイ」と大層気に入っていた。
ケロロが時々言う正論には悔しい表情を見せながらも認める部分はある。さらにケロロの父が地球にお見合い相手の写真を持って来た際に、ケロロが咄嗟に夏美を結婚相手に決めていると出任せを言った際には彼に合わせてあげたこともある。その時にケロロの父に共鳴をしてほしいと言われた際は見事に共鳴してみせた。弟である冬樹もケロロと共鳴したことがあり、345話のBパートでは姉弟揃って（酔って）共鳴した。
アニメ第134話Aパートで宇宙ノド風邪にかかり声が出なくなったケロロを、クルルの発明品「イマアナタノコエガキコエルシステム」によるアテレコで自由に操り、病人にもかかわらず家の掃除をさせる、さらにはガンプラを捨てさせるなどの悪ノリが過ぎた行動を起こしてしまった。しかもこの時ケロロは尿意を催しておりトイレに行きたがっていたのにもかかわらずケロロをこき使ったため、翌日宇宙ノド風邪をうつされ声が出なくなった所をケロロに逆襲されるなど、普段の彼女とケロロの立場が逆転したようなエピソードもあった。また、呼称についてもケロロ小隊隊員は基本的に名前で呼ぶのに対して、ケロロのことだけは「ボケガエル」と呼んでツッコミをするのもこの性格の現れであると考えられる。特にアニメの方がケロロと他隊員の扱いの差が激しい。この他、「バカガエル」「クソガエル」「オバケガエル」「エロガエル」「侵略ガエル」と呼ぶなど「カエル」を呼び名に入れたり、ケロン人を「匹」で数えてカエル扱いしたりすることがある。
ギロロからは初対面時、自身のトラップをすべて無傷で突破した上に一撃でノックアウトさせた以降「地球の女ソルジャー」と見なして惚れられており、好感を抱いている。夏美自身はそのことに気がついていないが、いつも何かあるとギロロが助けてくれるため、パートナーとしては仲は良好である。アニメ第85話・原作第35話にてケロロと入れ替わった時には「あんただけが頼り」と言っている。また、東谷小雪も夏美のことが好きであり、同性愛といってよいほどである。夏美自身はこのことに対してはかなり困惑した表情を見せる（なぜなら夏美と小雪は姉妹ならいいと思うため）。
しかし超劇場版でも小雪やギロロの思いを感じないなど、恋愛に対してかなり鈍感なようである（この辺りは姉弟共通）。
その鈍感さ故にギロロに好意を持つ子猫からは嫌われているが、夏美の方は小動物好き故に好いており、自分に懐いてくれないことにショックを受けている。
夏美は623（アニメではサブロー）に対して強い憧れを抱いており（アニメではこの傾向がより顕著に見られる）、『623の俺ラジオ』を好んで聞いている。アニメでは623＝サブローということが隠されているため、夏美は623とサブローが別人だと思い込んでおり、このラジオに「ナッチー」というラジオネームでハガキを応募している。このハガキは実際に読まれたことが何度かあるが、これが読まれる直前に何かしらトラブルが起こって結局聞けないことが多い。アニメ第74話ではケロロが「ガンプラ大好きっ子」というラジオネームで応募しそれが頻繁に読まれたため、夏美のハガキが一時読まれなくなったことがあった。その後ギロロの協力で読んでもらうことができた。

### その他のエピソード
- 作者の吉崎観音は、夏美の人物像について「僕が今まで描いた事のないタイプの女の子」と語っている。キャラクター設立のためのプロセスとして「自分の制御を離れるくらいの、趣味や価値観を持っていて、『どんな女の子なのかな』と教えてもらうような感覚で描いた」とのことで、本人は女の子についても「そのくらい奥が深い存在だと思う」と評している[13]。
- 第1話・第2話のエンディングのクレジットにおいて、担当声優の斎藤千和の名前表記が「斉藤千和」となる誤りがあった。このミス表記はDVD版やネット配信媒体では修正されている（ケロロ軍曹の登場人物一覧も参照）。
- 携帯電話は、原作13巻ではNTTdocomoのNEC・N701iかN701iECOを使用している。『超劇場版2』ではSH903iTVに似たものを使用していた[注 12]。

## 連載前の初期設定
読み切り版では小学6年生設定だった。髪の色はオレンジ色。マリコちゃんという友達がいる扱いで、ふとしたことからケロロと出会うことになる。このストーリーは後の連載作で"第0話"であるということが判明するのだが、辻褄合わせのために連載作では一部設定が修正されている。なお連載当時は名字が明かされていなかったが、連載作の公式ガイドブック115.巻で「日向」であることが明かされた。
連載版の企画段階ではギロロ（ケケロ伍長）ではなくケロロのパートナーであり、日の丸女子中等学校・ハンドボール部所属の「大和准」（やまと じゅん）という名前になっていた。

## コスプレ・変身
大人姿の夏美
原作第話・アニメ第18話において、ケロロが土井中海岸に出掛けようと持ち掛けるが、秋に「子供と宇宙人だけで行かせられない」と反対されたため、クルルの「オトナノカイダンノボル銃」によって変身させられた姿。以後、どこかへ出掛ける時には頻繁に大人に変身させられることになる（2009年は除く）。なお、2005年や2007年は秋も参加、2008年は女だらけの無人島があったため大人に変身させられる場面はなかった。
秋の凄いプロポーションを受け継いでいるため、彼女と同じくらいにかなりスタイルの良い体型になっている。髪の毛も中学生時より長くなり、ツインテールも側頭部のこめかみ辺りにしかしていない。夏美自身はこの姿はかなり恥ずかしがっていて否定的な発言をしている。
スキーに行った際にもこの姿で行った。そこでは必ず変態男たちの餌食になりかけるが、必ずギロロに助けられている。
アニメの初登場時では、語尾がオヤジギャグになり、さらに方言コントローラーで関西弁にされた。以降の登場ではこれらのオプションは削られている。
スーパー723
原作とアニメで登場が異なる。
原作では地球侵略を企むケロロたちを懲らしめるため623にデザインしてもらったが、彼がケロロ側に寝返ったことから行動不可になりあっさり捕まった。
アニメでは第21話でケロロ小隊のプロモーションビデオの中でケロロたちに倒されるという役柄（CG）で初登場し、第70話ではケロロ小隊の地球侵略シミュレーションの一環で想定される事態の1つとして登場した。
パワード夏美 (KLL-00723-GT)
変身チョーカーによって夏美専用スクール水着型パワードスーツを着用した状態の夏美のこと。凄まじいスピードと破壊力を持つが、バーサーカーモードに突入すると理性を失い制御不能になってしまう（アニメのみ）。
原作でのパワードスーツの名前は「地球人「夏美」専用専守防衛型強化服（ポコペンじんなつみせんようイージスがたパワードスーツ）」といい、ガルル小隊との戦いでギロロが夏美に渡したのが初登場だった。
スクール水着をベースにしているのは、裸に近い格好のほうがよりパワーを引き出しやすいためとされている。このスーツについているオペレーションシステムはあらかじめプログラミングされていたというより、むしろケロロ小隊の頭脳がコピーされている。
このパワードスーツの武器デザインはカトキハジメデザインであるが、原作者がカトキのファンであることから彼に直接デザインの依頼を行って実現したものである。また、アニメにおける初登場の回（第38話）の絵コンテも彼が担当していた。
原作の14巻でもガルル中尉が持って来た「炭水化物系植物外来種地球変異体YMO-104号」という芋形の化け物を倒すために登場した。
超劇場版シリーズではバトルシーンでは大概この形態（自身のバトルシーンがなかった超劇場版2、下記のF91型スーツを着た超劇場版4、出番がほとんどなかった第5弾を除く）で戦闘に参加しており、ギロロとコンビで戦闘を行う描写が多い。